# Diphasia heurteli
Diphasia heurteli är en nässeldjursart som beskrevs av Chantal Billard 1924. Diphasia heurteli ingår i släktet Diphasia och familjen Sertulariidae. Inga underarter finns listade i Catalogue of Life.